# Roberto Campisi
Roberto Campisi (* 18. November 1978 in Syrakus) ist ein italienischer römisch-katholischer Geistlicher und Diplomat des Heiligen Stuhls.

## Leben
Roberto Campisi empfing am 7. Dezember 2002 das Sakrament der Priesterweihe für das Erzbistum Syrakus. Er wurde zum Doktor beider Rechte promoviert. Am 1. Juli 2010 trat Campisi in den diplomatischen Dienst des Heiligen Stuhls ein. Nach der Ausbildung an der Päpstlichen Diplomatenakademie war er an den Nuntiaturen in der Elfenbeinküste (2010–2014), in Venezuela (2014–2015) sowie in Italien und San Marino (2015–2016) tätig. 2016 wurde Campisi Nuntiatursekretär und 2019 Nuntiaturrat im Dienst der Sektion für Allgemeine Angelegenheiten des Staatssekretariats.
Am 26. Oktober 2022 ernannte ihn Papst Franziskus zum Assessor der Sektion für Allgemeine Angelegenheiten des Staatssekretariats. In dieser Funktion berief ihn der Papst am 9. November 2024 zum Mitglied des Koordinationsrates der Päpstlichen Lateranuniversität.